# Dompaire
Dompaire település Franciaországban, Vosges megyében. Lakosainak száma 1079 fő (2022. január 1.). Dompaire Madonne-et-Lamerey, Maroncourt, Racécourt, Ville-sur-Illon, Les Ableuvenettes, Begnécourt, Bouzemont, Gelvécourt-et-Adompt és Hagécourt községekkel határos.

## Népesség
A település népességének változása:
| Lakosok száma | 1139 | 1161 | 1207 | 1148 | 1128 | 1108 | 1098 | 1087 | 1079 |
|               | 2013 | 2015 | 2016 | 2017 | 2018 | 2019 | 2020 | 2021 | 2022 |